# Winchester (Ohio)
Winchester és una població del Comtat d'Adams (Ohio) als Estats Units d'Amèrica.

## Demografia
Segons el cens dels Estats Units del 2000, Winchester tenia 1.025 habitants
, 410 habitatges, i 280 famílies. La densitat de població era de 147,7 habitants per km².
Dels 410 habitatges en un 34,9% hi vivien nens de menys de 18 anys, en un 52,4% hi vivien parelles casades, en un 11% dones solteres, i en un 31,5% no eren unitats familiars. En el 27,6% dels habitatges hi vivien persones soles el 13,7% de les quals corresponia a persones de 65 anys o més que vivien soles. El nombre mitjà de persones vivint en cada habitatge era de 2,5 i el nombre mitjà de persones que vivien en cada família era de 3,06.
Per edats la població es repartia de la següent manera: un 28,4% tenia menys de 18 anys, un 8,7% entre 18 i 24, un 28,4% entre 25 i 44, un 20,3% de 45 a 60 i un 14,2% 65 anys o més.
L'edat mediana era de 34 anys. Per cada 100 dones de 18 o més anys hi havia 85,4 homes.
La renda mediana per habitatge era de 32.344 $ i la renda mediana per família de 36.750 $. Els homes tenien una renda mediana de 33.036 $ mentre que les dones 19.028 $. La renda per capita de la població era de 16.711 $. Aproximadament el 9,5% de les famílies i el 14,2% de la població estaven per davall del llindar de pobresa.

## Poblacions més properes
El següent diagrama mostra les poblacions més properes.